# 라리베르타드 (엘살바도르)

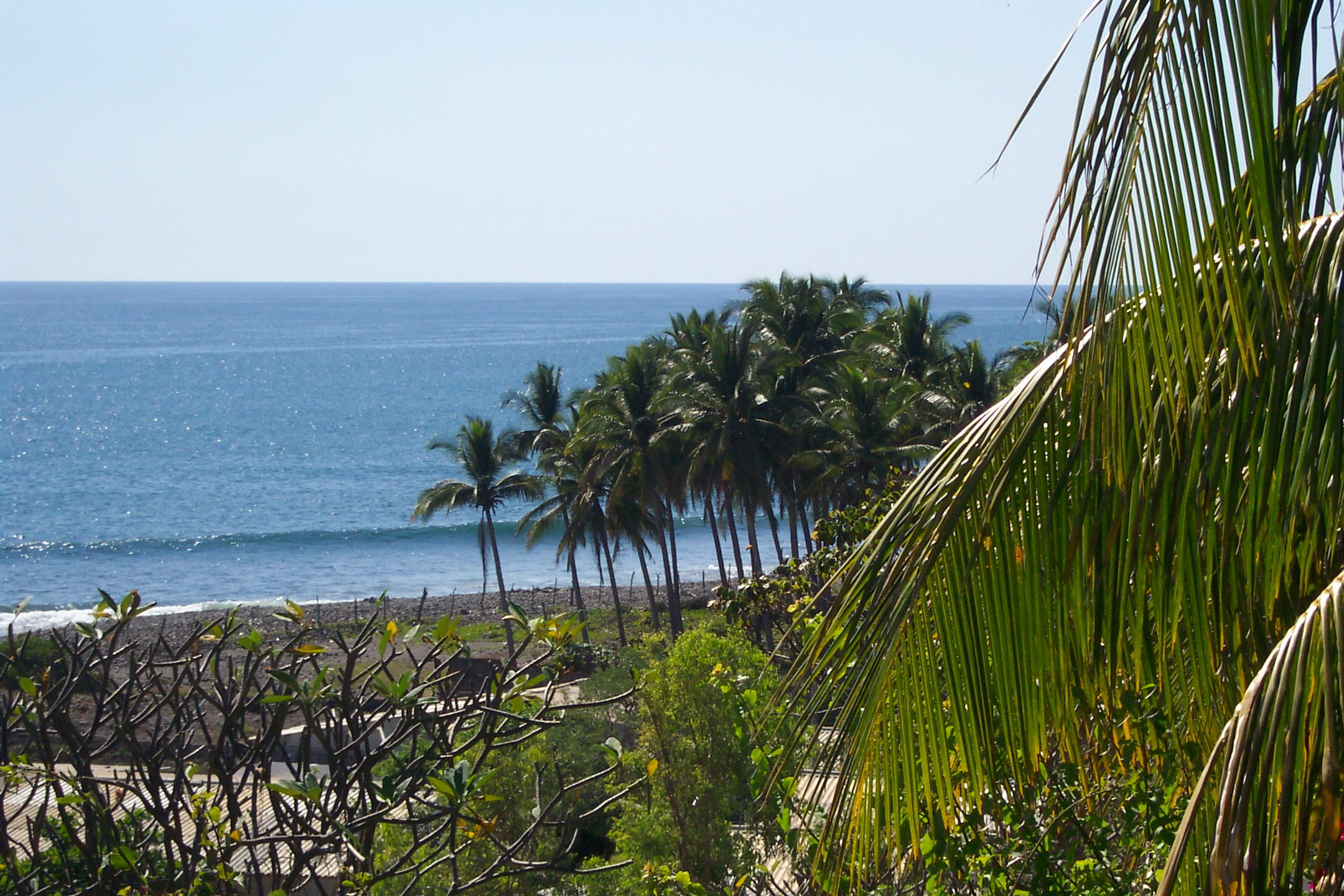
라리베르타드

라리베르타드(스페인어: La Libertad)는 엘살바도르 라리베르타드주의 도시로 면적은 162km2, 높이는 30m, 인구는 35,997명(2007년 기준), 인구 밀도는 222.2명/km2이다.